# Медятово
Медя́тово (рос. Медятово; башк. Миҙәт) — присілок у складі Білокатайського району Башкортостану, Росія. Входить до складу Майгазинської сільської ради.
Населення — 192 особи (2010; 263 в 2002).
Національний склад:
- башкири — 56 %
- росіяни — 39 %

Стара назва — селище Медятовськой Ферми совхоза, Медятовська ферма совхоза.